# (38513) 1999 TJ236
1999 TJ236 (asteroide 38513) é um asteroide da cintura principal. Possui uma excentricidade de 0.18002050 e uma inclinação de 8.43449º.
Este asteroide foi descoberto no dia 3 de outubro de 1999 por CSS em Catalina.